# 요시자와 아키호
요시자와 아키호(일본어: 吉沢明歩, 1984년 3월 3일 ~ )는 일본의 성인 비디오 여배우, 연기자, 가수이다. 아이돌, 연기자를 동경해 그라비아에 데뷔함으로써 연예계에 진출했으나 인기를 얻지 못했고, 2003년 성인 비디오 업계로 발을 옮겨 현재까지도 활동을 이어가고있다. 성인 배우로 활동하며 400편에 가까운 작품에 출연했으며, 특히 S1 NO.1 STYLE과 MAXING에서 각각 100편 이상의 작품을 촬영했다.
데뷔한 이듬해부터 핑크 영화, V 시네마를 비롯한 다양한 영화 분야에서 배역을 맡았으며, 2005년 TV 도쿄에서 방영된 《양왕》에서 조연을 맡아 드라마에서도 활약했다.
2008년 방송된 《오네가이! 마스캇토》를 계기로 아이돌 그룹의 일원으로서 가수로서 활동했으며, 그룹이 해체되기 전까지 20회 이상의 콘서트에 함께했다. 해체 이후로도 트레이닝을 이어가 2014년 말 본인이 작사한 곡으로 솔로 가수로 데뷔했다.
AV 배우로서 독보적인 입지를 차지하는 배우 중 한명으로서, 배우로 활동하며 많은 상을 수상했다. 2007년 무디즈연말대감사제에서 최우수여우상을 수상한데 이어, 같은해의 AV OPEN에서 작품상을 수상했다. 2013년 스카파! 성인방송대상에서는 작품상을 차지했고, 이듬해 DMM성인상에서는 화제상을 받았다.
2019년 3월 AV업계로부터 은퇴를 선언했다.

## 생애와 경력

### 유년 시절과 데뷔 초기: 1984년 ~ 2003년
요시자와 아키호는 1984년 도쿄도에서 태어났다. 초등학교 저학년 무렵부터 아이돌 가수를 꿈꿔왔는데, 키크고 긴 다리를 가진 여성이, 하늘하늘한 치마를 입고 춤 추는 모습을 보고 선망했다고한다. 아이돌로서 동경하던 인물은 모리타카 치사토였다. 중학교 진학 후 3년간 유도부에서 활동한 경력이 있다.
2002년, 그녀가 17세였을 때, 고단샤에서 발행되는 《영 매거진》을 통해 그라비아 아이돌로 데뷔했고, 이것이 탤런트로서의 첫 경력이다. 하지만 그라비아에서 별다른 인기를 얻지 못했고, 곧 묻혀버렸다. 성인 비디오로 데뷔하기 전 그라비아로서의 마지막 활동은 요시다 히로유키가 촬영한 사진집 《아키호》였고, 이는 2003년 2월 발매되었다.
그로부터 한 달 후, 앨리스 JAPAN과 MAX-A 두 곳의 제작사와 전속 계약을 체결하며 성인 비디오 여배우로 데뷔했다. AV 배우로서의 데뷔 작품은 3월 28일 《천사의 꽃봉오리》라는 이름으로 앨리스 JAPAN에서 출시되었다. 4월 25일에는 MAX-A에서 《18 teens》을 발표했고, 두 제작사를 번갈아가며 한달에 한 작품 주기로 작품을 촬영했다. 그해의 X-CITY 그랑프리에서 최우수신인상 후보에 이름을 올리기도 했다.

### 연기자 생활: 2004년 ~ 2008년
요시자와 아키호는 2004년 7월경 공개된 《에로피아의 섬》이라는 V 시네마, 핑크 영화를 시작으로 AV 외의 분야에서 다양한 활동을 하기 시작했다. 핑크 영화에서는 타 장르보다 비교적 왕성한 활동을 보였는데, 같은해 공개된 《유부녀의 비밀》, 《미소녀도감》을 시작으로 2008년까지 8편의 핑크 영화에 출연했다.
일반 영화에서도 활발하게 활동했다. 이 분야에서 가장 처음 배역을 맡은 것은 2005년 3월 1일 개봉한 호러 영화 《코이보네》였다. 극중에서는 고이즈미 사치코라는 캐릭터를 연기했다. 같은해 9월 17일 《이니셜 D THE MOVIE》에도 출연했으며, 그 후로도 2007년 공개된 《어둠을 질주해라!》, 2008년의 《신 스파이걸 대작전》, 《창가의 홍키통크》, 《트럭운전사 나미》와 같은 작품으로 경력을 이었다. 《창가의 홍키통크》와 《트럭운전사 나미》에서는 주연을 맡았는데, 특히 《트럭운전사 나미》는 이후로 세 편이 더 공개되었으며 이 모든 작품에 출연했다.
한편, TV 도쿄에서 방송된 《양왕》에 출연했으며, 극중에서 모치즈키 메구 역할을 맡았다. 이 드라마는 2005년 10월 7일에 시작하여, 12주간 방송되었다.
이 기간에 두 편의 게임에 출연하기도 했다. 첫 번째는 2005년 12월 9일 발매된 《부드런 살결의 영어 학원》(PSP/DVD-PG)이며, 미히로와 카스미 카호와 함께 출연했다. 이 게임은 간단한 단어 및 회화를 성인 여배우들을 통해 학습하는 설정의 소프트웨어였다. 두 번째는 2006년 12월 14일 발매된 《올스타 야구권》(PSP/DVD-PG)이며, 마츠시마 카에데, 몬부 란, 아오이 소라 등 당대의 인기 여배우들이 출연했다.

### 에비스 마스캇츠: 2008년 ~ 2012년
2008년 4월 7일 TV 도쿄에서 방송하기 시작한 《오네가이! 마스캇토》는 그녀를 아이돌 가수로 만드는데 많은 도움이 되었다. 당초 6개월간 방송되기로 한 이 예능 프로그램은, 심야에 방송됐음에도 큰 인기를 얻어 높은 시청률을 기록해 방송이 점차 연장된 프로그램이었다. 요시자와 아키호는 에비스 마스캇츠의 일원이 되었는데, 이는 이 프로그램의 출연진들을 부르는 이름이었다.
첫 방송이 종료된 후 새롭게 개편된 《오네다리!! 마스캇토》부터 에비스 마스캇츠는 메이저 음악 그룹으로서 발돋움하기 시작했다. 2009년 4년 그룹의 첫번째 오리지널 송 〈바나나 망고 하이 스쿨〉이 제작되었으며, 이듬해 2월에는 이 노래가 싱글 앨범으로서 발매되게되었다. 두 번째 앨범까지 발매되고 나서, 이 그룹은 콘서트를 시작했고, 해체 직전까지 정규 앨범 2장과 싱글 앨범 9장을 발매했다. 이 앨범들중에서 특기할만한 것은 〈역주♡아이돌〉이다. 이 노래는 음치였기 때문에 그룹에서 솔로 파트를 양보해왔던 그녀를 위해 제작진과 다른 멤버들이 마련한, 요시자와 아키호만을 위한 노래였다. 이 곡의 모든 파트는 그녀가 전부 소화했다.
영화와 드라마에서도 다양한 작품에 꾸준히 출연했다. 드라마에서는 2005년에 출연했던 《양왕》의 후속작인 《양왕 Virgin》에 등장했으며, 출연분은 2009년 12월 4일 방송되었다. 모든 영화 분야를 통틀어 5개의 작품에 출연했는데, 그 중에서 특기할만한 작품으로는 《밀도성숙시 33D》를 꼽을 수 있다. 이 작품은 2011년 홍콩에서 제작된 SF 섹스 코미디 영화로서, 일본에는 개봉되지 않았다.
이 무렵 성인 비디오에서의 인상적인 활동은 2010년 말에 찍은 3D 작품을 들 수 있다. 그녀의 경력 최초의 3D 작품은 MAXING에서 《MAXING 3D》라는 이름으로 발매되었다. 이듬해 1월에 S1 NO.1 STYLE에서도 《3D EVOLUTION》이라는 이름의 3D 작품을 촬영했는데, 작품 소개에는 영화 《아바타》에도 사용된 3D 카메라로 촬영했다고 소개하고있다.

### 그룹 해체 이후의 활동: 2013년 ~ 현재

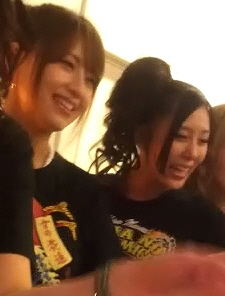
2013년 4월 7일, 마이하마 엠퍼시어터에서 요시자와 아키호(좌)와 사쿠라기 린(우)

2012년 12월 경, 에비스 마스캇츠는 나카노 선 플라자에서 콘서트 도중 그룹의 해산을 선언하게 된다. 그녀는 이듬해 1월에 열린 싱가포르에서의 아시아 투어와, 해산 콘서트 투어, 그리고 4월 6, 7일에 열린 마지막 콘서트까지 참여했고, 이후 그룹은 해산했다. 이 해는 그녀의 데뷔 10주년이기도 했다. 소속사인 aina에서는 요시자와 아키호를 메인으로하는 아이돌 그룹을 기획하며, 2013년 9월 총상금 1000만엔 규모의, 〈Acky IDOLAUDITION〉  이벤트를 개최하려고 했다. 하지만 이 일정은 제반 사정으로 인하여 무기한 연기되었다.
한편, 에비스 마스캇츠가 해산한 이후로도 보컬 트레이닝을 이어갔으며 2014년 12월, 자신이 작사한 노래 〈어른의 짝사랑〉을 가지고 솔로 가수로 데뷔했다. 노래의 뮤직비디오는 섹시함이 강조되어 화제를 모았고, 뮤직비디오 순위인 "BeeTV"와 "d비디오" 순위에서 1위를 차지했다. 한편 2015년 8월 23일, "SEXY IDOL MUSIC FESTA 2015"에 출연해 두번째 솔로곡 〈쪽! 쪽!〉을 공개했으며, 9월 30일 네 가지 버전의 뮤직비디오가 공개되었다.

## 성과 및 평가
요시자와 아키호는 2003년부터 활동을 시작해 10년 이상 활동을 지속한 인기 여배우이다. 2013년, AV 업계의 사정을 알고있는 한 관계자는 "매년 예명을 달고 새롭게 데뷔하는 여배우는 약 3,000명으로서, 그중에서도 잘나간다는 배우는 1년에 3명밖에 없다. 그 다음해가 되면 1명이 남게되고, 3년이 지났는데도 계속 이 일을 하고있는 배우는 거의 없다."고 설명한다. 이렇게 장기간 살아남은 배우는 Rio, 아사미 유마 등 극소수만이 존재한다.
장기간 사랑을 받으며 여러 성인비디오상에서 수상했다. 2007년 7월 경, AV OPEN에서 아사미 유마, 아오이 소라, 호노카 등이 함께 출연한 《특수 목욕탕 TSUBAKI》가 대상을 차지했으며, 12월에 열린 VEGAS NIGHT라는 이름으로 열린 무디즈연말대감사제에서는 최우수여우상을 수상했다. 2013년 스카파! 성인방송대상에서는 《M 자박치녀》로 작품상을 수상했고, 2014년 DMM 성인상에서 화제상을 수상했다.
2013년 그녀의 소속사 aina는 기사를 통해 그녀의 가치를 추정했는데, 그녀가 10년간 벌어들인 수익은 100억 엔 이상이며, 이벤트 및 불법 다운로드 등 추가적인 요소를 고려했을 때 약 1,000억 엔 이상의 경제 파급 효과를 지닌 인물로 평가했다. 이 평가가 실린 기사에서는 출연자와 스태프가 많은 영화, 드라마와는 달리 성인 비디오에서는 혼자 출연하기 때문에 상대적으로 더 높은 가치가 있다고 판단했다.